# Robert Beckmann (Mediziner)
Robert Beckmann (* 22. April 1919 in Rheine, Westfalen; † 29. April 2002 in Freiburg im Breisgau) war ein deutscher Kinderarzt.

## Werdegang
Beckmann promovierte 1946. Nach der Habilitation 1958 wurde er Privatdozent an der Universität Freiburg und dort 1963 zum außerplanmäßigen Professor ernannt. 1967 wurde er Oberarzt an der Freiburger Universitätskinderklinik und 1975 Ärztlicher Direktor der Abteilung für Pädiatrische Muskelerkrankungen. 1989 wurde er emeritiert.
Er beschäftigte sich zunächst mit Fragen der Ernährungsphysiologie bei Säuglingen, später wurden Muskelerkrankungen im Kindesalter Schwerpunkt seiner Tätigkeit.

## Veröffentlichungen (Auswahl)
- 1964: Myopathien. Genetik, Biochemie, Pathologie, Klinik und Therapie unter besonderer Berücksichtigung des Kindesalters. Symposion am 21./22. Sept. 1964 in Hinterzarten b. Freiburg/Br. Hrsg. von Robert Beckmann, Geleitwort von Wilhelm Künzer
- 1977: Lehrbuch der Kinderheilkunde / Keller-Wiskott. Hrsg. von Alfred Wiskott ... Bearb. von R. Beckmann. Thieme, Stuttgart, ISBN 3-13-358904-0

## Ehrungen
- 1977: Offizier des Verdienstordens der Italienischen Republik
- 1984: Verdienstkreuz 1. Klasse der Bundesrepublik Deutschland
- 1985: Sonnenschein-Medaille

## Quelle
- Kürschners Deutscher Gelehrten-Kalender Online